# 2B (نیر: اتوماتا)
2B یا توبی (کوتاه شده برای «یورها مدل B شماره ۲») یک اندروید خیالی از بازی ویدئویی نیر: اتوماتا در سال ۲۰۱۷، که یک اسپین‌آف از مجموعهٔ دریکن‌گارد که توسط پلاتینیوم گیمز توسعه یافته و توسط اسکوئر انیکس منتشر گردیده، می‌باشد. یکی از سه شخصیت اصلی بازی، 2B، سربازی برای یورها، یک گروه ضربت اندرویدی در حال مبارزه با یک جنگ نیابتی با ماشین‌های ساخته‌شده توسط بیگانگان می‌باشد. قوس داستانی 2B بر پیشینهٔ او در یورها و رابطه‌اش با شریکش 9S، یک اندروید شناسایی، متمرکز است. وی همچنین در رسانه‌های مربوط به نیئا مانند انیمه نیر: اتوماتا نسخه۱.۱ای نیز حضور دارد.
2B توسط تارو یوکو، کارگردان و نویسنده اصلی نیئا: اتوماتا، ساخته و توسط هنرمند آکیهیکو یوشیدا طراحی شده‌است. تهیه‌کننده بازی، یوسوکه سایتو، از یوشیدا خواست که شخصیتی را طراحی کند که برای کاس‌پلی کردن لذت بخش باشد. صداپیشگی 2B توسط کیرا باکلند در انگلیسی و توسط یوئی ایشیکاوا در ژاپنی؛بازیگر ضبط حرکتش توسط کائوری کاوابوچی انجام شده‌است.
استقبال‌ها از این شخصیت به‌طور کلی مثبت بوده، به‌طوری که برخی از روزنامه‌نگاران از طراحی وی به‌عنوان نمونهٔ برجسته‌ای از اوت کوتور یاد می‌کنند، درحالی‌که به دلیل آشکارا جنسی بودنش و همانند به لباس‌های فتیشی بحث‌برانگیز می‌باشد.

## مشخصات
2B دارای موهای سفید نقره‌ای و پوست رنگ‌پریده، یک لکه زیبایی در سمت راست لبش، و به‌طور مشخص حضور و ویژگی‌های انسانی است. او یک لباس کوتاه سیاه آراسته شده با پرها و دستکش‌های سفید با طرح‌های سیاه، و دیگر موارد یادبودی مد لولیتا بر تن می‌کند. در زیر دامن وی یک لئوتارد سفید است که اگر در جنگ‌های وی صدمه ببیند فاش می‌شود، یا اگر وی عمل خودتخریبی خود را فعال کند. یک چشم‌بند سیاه قابل‌حذف چشم‌های وی را می‌پوشاند و به عنوان یک سامانه هاد کار می‌کند.
2B دارای توانایی‌های جنگی فوق بشری است، و حتی توانایی پشتیبانی از هوشیاری خودش را در پایگاهش در پناهگاه داراست، و گرفتن یک کپی از جدید از بدنش در محل ذخیره‌سازی. مانند سایر اعضای یورها، هوشیاری وی درون نوعی منحصر به فرد از هسته قرار دارد، جعبه سیاه، که با لمس جعبه دیگری یک انفجار بزرگ از انرژی ایجاد می‌کند. اگرچه که ظاهراً یک قدرت همجوشی مینیاتوری است، بعداً مشخص می‌شود که توسط شکل‌های زندگی ماشینی ایجاد شده‌است، در حالی که «ای‌آی استاندارد» برای اندرویدهای نهایی یکبار مصرف «غیرانسانی» یورها در نظر گرفته شد. این باعث می‌شود واحدهای گفته شده بیشتر متمایل بدعمل کردن و سرکش رفتن شوند.

## تاریخچه
2B در ابتدا به عنوان یک اندروید مبارز و بخشی از یک خط مدل مبتنی بر اندروید A2 ساخته شد، که از آن زمان سرکش رفته بود. وی معمولاً با واحد 9S شریک است، یک «واحد اسکنر» متخصص در زمینه هک کردن و هوش. از پایگاه وی در پناهگاه در حال گردش، وی برای جنگیدن با شکل‌های زندگی ماشینی ساخته شده توسط بیگانگان که سعی دارند تمام بشریت را نابود کنند به زمین فرستاده می‌شود. با وجود رفتار سردش، وی با سمت فرقه بازی از شکل‌های زندگی ماشینی صلح آمیز سازگار است، تا حد زیادی هشدارهای 9S را نادیده می‌گیرد. در پایان‌های A و B بازی، وی مجبور است 9S را، بعد از اینکه او به یک ویروس سنگین توسط شکل زندگی ماشینی خصومت آمیز ایو، مبتلا شده‌است با دستان خودش بکشد، یک واقعیت است که ترومای بزرگی به وی وارد می‌کند، اگرچه نشان داده شده‌است که 9S با کپی کردن هوشش درون شکل‌های زندگی ماشینی اطراف زنده مانده‌است.
بعد از پایان‌های A و B بازی، 2B دوباره به عنوان بخشی از یک حمله گسترده به زمین فرستاده می‌شود، امّا بعد از اینکه تمامی اعضای یورها توسط ماشین‌ها با ویروس ویروس سنگین فاسد می‌شوند، وی و 9S تنها بازماندگان هستند، این باعث می‌شود آنها به شدت دیوانه شوند. کمی بعد 2B قربانی ویروس می‌شود و از A2 می‌خواهد که وی را بکشد و خاطراتش را در سیستم خود A2 آپلود کند. در بقیه بازی، وی در درون A2 وجود دارد، کسی که توانایی دسترسی به خاطرات وی را داراست. A2 یادمی‌گیرد که 2B در واقع به عنوان یک مدل نوع ای «جلاد» است، و اینکه وی حقیقت انقراض بشریت را می‌داند؛ برای جلوگیری از فهمیدن حقیقت، 2B مجبور بوده‌است بارها شریکش، 9S را بکشد.
فاش شده‌است که عمداً یک در پشتی در پناهگاه به منظور از پاک کردن یورها قرار داده شده‌است، همچنین اجازه ایجاد نسل جدیدی از اندرویدها را می‌دهد که حقیقت را درک نمی‌کند، از جمله 2B. و به‌طور نامحدود جنگ می‌سازند. همچنین فاش شده‌است که به دلیل وضعیت «یکبار مصرف» آنها، جعبه‌های سیاه وی و دیگر اعضای یورها از شکل‌های زندگی ماشین بازیافت شده‌اند. در پایان‌های C و D، در حالی که برج ماشین‌ها فرو می‌ریزد وی همراه با 9S و A2 از بین می‌رود. با این تفاوت، در پایان E، دستیار وی، ۰۴۲، حمله خودکشی‌ای را شروع می‌کند که سعی دارد هوشیاری وی را پاک کند. برخلاف انتظار، و آن به‌طور غیرمنتظره‌ای موفقیت‌آمیز است، آن 2B و همراهانش را به زندگی برمی‌گرداند، بدن‌هایشان را تعمیر می‌کند، و آن‌ها را از کنترل پروژه یورها آزاد می‌کند.

## توسعه

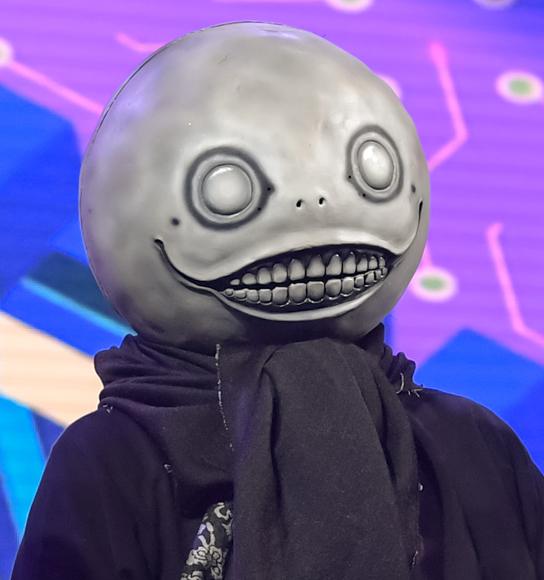
یوکو تارو 2B را ایجاد کرد

سازنده شخصیت، یوکو تارو، اظهار داشت که او انتقاد دارد که این 2B به دلیل شخصیت و طراحیش با بازیکنان رونق دارد. تصمیم گذاشتن چشم‌بند برای 2B به دلیل کمبود پروتاگونیست‌های با چشم‌های پوشیده بود، و به‌طور غیرمنتظره‌ای محبوب بود. او همچنین گفت که 2B و دیگر شخصیت‌های یورها نشان دادند که «داشتن پروتاگونیست‌های با چشم‌بند خوبه»، همچنین گفت که در یک بازی آینده او «ممکن است شامل شخصیت‌هایی با ماسک‌های عجیب و غریب که در کل بازی وجود دارند باشد».
یوکو اظهار داشت که در حالی که با توجه به اتمام آن، نمی‌خواهد از خط داستان نیئا: اتوماتا بازدید کند، اگر او مجبور است بازی‌ای توسط اسکوئر انیکس بسازد که 2B در آن جای دارد، او به دلیل طبیعت اندروید وی، او را در بدن دیگری قرار خواهد داد، مثلاً به عنوان یک «حشره». او همچنین اظهار داشت که داستان 2B و 9S را با یادداشتی خوش‌بینانه به پایان رساند زیرا، برخلاف دیگر پروتاگونیست‌های در مجموعه دریکن‌گارد و نیئا که بسیاری از مردم را کشته بودند، این واقعیت که چرا آن‌ها مجبور شدند یک دیگر را بکشند به معنای «پاک شدن از گناهانشان» بود و بنابراین یک پایان خوب «مناسب» خواهد بود.
مدل سه‌بعدی 2B توسط هیتو ماتسودایرا طراحی شد شروع کردن اثر هنری خلق شده توسط طراح آکیهیکو یوشیدا، طی یک تا دو هفته به یک مدل خشن تبدیل شد. به منظور ترجمه هنر شخصیت به سه‌بعدی، ماتسودایرا به مدل شخصیت نیئای جوان از بازی قبلی در مجموعه نگاه کرد و به آن یک «شکل مثل عروسک» داد که با سبک هنری مطابقت دارد و «عناصر عجیب» را شامل می‌شود.
2B در کراس‌اوورهایی با بازی‌های مختلف ظاهر شد، که آن‌ها شامل سول کالیبر ۶ و شدوورس می‌شوند. لباس 2B که در اصل یک دی‌ال‌سی رایگان برای بازی گراویتی راش ۲ است به عنوان یک لباس پوشیدنی توسط شخصیت اصلی، کت اضافه شد. یک شخصیت شناخته شده به عنوان 2P، بر اساس مبادله پالت طرح وی، به‌طور ویژه در یورها: آخرالزمان تاریک معروف شد و همچنین در حمله کراس‌اوور فاینال فانتزی ۱۴.

## تجارت
در سال ۲۰۱۹، فیگورهای رسمی برای هردو 2B و 2P توسط اسکوئر برای مجموعه برینگ آرتزش منتشر شدند، به ویژه همراه با سلاح‌های قابل تعویض از خود بازی.

## پذیرش
آنتونی جان آنجلو از ای. وی. کلاب اظهار داشت که «نام منبع هملت» 2B نشانگر «وسوسه شدن با فیلسوفی کلاسیک اگزیستانسیالیسم» نیئا: اتوماتا است، با اشاره به اینکه وی از مرگ‌های مکرر شریک اختصاصی‌اش، 9S ناراحت است، از بین بردن خاطراتش نیز دردناک است. کایل کمپبل از سایت آرپی‌جی گفت در حالی که «سخت است که وانموند نکنید 2B به عنوان یک نمونه اولیه کلیشه‌ای نظامی سخت ساخته شده‌است»، شخصیت واقعی وی «مخمصه تراژیک‌اش» را نشان می‌دهد. او همچنین اظهار داشت که، در حالی که 2B عمیقاً به 9S اهمیت می‌دهد و تنها به وظیفه‌اش عمل می‌کند چون عاشق اوست، او محکوم به یک وضعیت ناامیدانه است وقتی که وی برای محافظت از هوش حیاطی دائماً مجبور می‌شود 9S را به قتل برساند، و بنابراین «عملی» بی‌عاطفه انجام می‌دهد. این را با بیان اینکه 2B ناراحتی‌اش را نگه می‌دارد و تنها زمانی که 9S کشته می‌شود آن را خالی می‌کند گفت، «او این موضوع را با واکنش 9S در هنگام مرگ 2B مقایسه می‌کند، که در آن می‌گوید «9S اجازه می‌دهد احساساتش تحریک شود» همان زمان که 9S با ایمپاستران 2B می‌جنگید.
کلیا لوئیس از مجله فرار کننده اشاره می‌کند که چشم‌بند پوشیده شده توسط 2B یک «انتخاب منحرف طراحی» است که نشان می‌دهد وی «عدم توانایی در دیدن تصویر بزرگتر» دارد، با با طرح رنگی سیاه که نشان می‌دهد که چطور وی به یک دیدگاه «سیاه و سفید، خوب در مقابل بد» در جنگ محدود شده است. او همچنین اظهار داشت که «زیبایی 2B محضاً سرتاسری است»، این موضوع قطعه‌ای از «ترفند طراحی بصری» است که باعث می‌شود بازیکن به این باور برسد که وی متفاوت تر از نمونه‌های «زشت» و «قابل مصرف» شکل‌های زندگی ماشین است.
کیمبرلی بالارد از پی‌سی گیمر 2B را یک «عروسک چینی ژولیده و پوشیده شد» در طراحیش خواند، همچنین لباس وی را به دلیل رواج «چشم‌بندها، یقه‌ها و پوشش سیاه»به پوشش فتیش ربط داد. وی همچنین اظهار داشت که این تأکید می‌کند که «اعضای یورها اشیاء فتیش هستند، آنها نه تنها برای به رسمیت شناختن زمین توسط انسان‌ها ساخته شده‌اند بلکه برای نوعی تسلط هم ساخته شده‌اند» در عین حال نیز اشاره کرد که چشم‌بند وی نشان دهنده کامل اندرویدها و تمایل به پیروی از اوامر است.

### جنجال
بعد از اینکه 2B معرفی شد، بعضی بازیکنان از طراحی وی به عنوان آشکاراً جنسی و غیر منطقی انتقاد کردند. کمی بعد از انتشار بازی، یک حقه که در آن یک نسخه اروتیک توسط طرفداران از 2B با نسخه در خود بازی جایگزین شد باعث برانگیخته شدن فن‌آرت‌های اروتیک بیشتری از این شخصیت شد. در پاسخ به جنجال‌ها، یوکو تارو درخواست کرد که این اثر هنری جمع آوری شود و «در یک فایل زیپ» برایش ارسال شود، و زمانی‌که طرفداران این درخواست را قبول کردند ابزار تعجب کرد. همچنین با این موضوع باعث شد اسکوئر انیکس، در هنگام انتشار یک جایزه «شهوت‌آمیز» با نام «داری چیکار میکنی» به بازی اضافه کرد، این جایزه در صورتی به بازیکن اهدا می‌شود که ده‌بار بازیکن دوربین را به زیر دامن 2B مانور بدهد.
یک پرتره ساخت طرفدار از 2B در سال ۲۰۱۹ ساخته شده توسط هنرمند ملی ماگالی، توسط بیلیونر ایلان ماسک مورد انتشار قرار گرفت، در نتیجه زمانی که او از نسبت دادن عکس به این هنرمند خودداری کرد، جنجال به پا کرد، بعداً عکس را پاک کرد امّا موجی از حمایت برای هنرمند ایجاد کرد.